# نبراسکا (ایندیانا)
نبراسکا (به انگلیسی: Nebraska) یک منطقهٔ مسکونی در ایالات متحده آمریکا است که در شهرستان جنینگز، ایندیانا واقع شده‌است. نبراسکا ۲۶۰٫۰ متر بالاتر از سطح دریا واقع شده‌است.